# منطقه شهری تکسارکانا
منطقه شهری تکسارکانا (به انگلیسی: Texarkana metropolitan area) یک منطقهٔ مسکونی در ایالات متحده آمریکا است که در تگزاس واقع شده‌است. منطقه شهری تکسارکانا، به موجب سرشماری سال ۲۰۱۰، ۱۴۳٬۴۸۶ نفر جمعیت دارد و ۹۱ متر بالاتر از سطح دریا واقع شده‌است. منطقه آماری متروپولیتن (MSA) توسط اداره مدیریت و بودجه ایالات متحده تعیین شده، منطقه‌ای است حامل دو شهرستان دوقلو تکسارکانا که به تگزاس و تکسارکانا آرکانزاس متصل شده و شامل جوامع اطراف آن در شهرستان بووی، تگزاس و شهرستان میلر، آرکانزاس است. تکسارکانا زیرمجموعه گسترش یافته از منطقه Ark-La-Tex است.